# Loke Mernizka
Loke Mernizka (* 14. Oktober 1939 in Dillnhütten, Kreis Siegen) ist ein deutscher Politiker der SPD.

## Ausbildung und Beruf
Er ist der Sohn  des polnisch-stämmigen Rangierarbeiters Widowinski, dessen Nachname 1938 in Mernizka eingedeutscht wurde und der seit 1944 als im Zweiten Weltkrieg als Vermisster gilt. Nach dem Besuch der Volksschule von 1946 bis 1954 arbeitete Loke Mernizka von 1954 bis 1993 als Walzwerker bei den Stahlwerken Südwestfalen in Geisweid, später Krupp Stahl AG, Werk Siegen-Geisweid. Er war von 1979 bis 1993 freigestelltes Betriebsratsmitglied und von 1985 bis 1993 als Arbeitnehmervertreter Mitglied im Aufsichtsrat der Friedrich Krupp AG Essen.

## Politik
Loke Mernizka ist seit 1954 Mitglied der Industriegewerkschaft Metall, seit 1966 Mitglied der SPD. Von 1970 bis 1975 war er stellvertretender Bundesvorsitzender der Jungsozialisten. Von 1970 an war er langjähriges Mitglied des Vorstandes des SPD-Unterbezirkes Siegen-Wittgenstein, ab 1974 Mitglied im SPD-Bezirksvorstand Westliches Westfalen und von 1972 bis 1988 Mitglied im Landesausschuss der SPD Nordrhein-Westfalen. Ferner gehörte er als Vertreter der SPD in Nordrhein-Westfalen dem Parteirat der SPD an.
Mitglied des Rates der Stadt Hüttental war Mernizka von 1969 bis 1975. Nach der Eingemeindung der Stadt Hüttental in die Stadt Siegen gehörte er von 1975 bis 1997 als Mitglied dem Rat der Stadt Siegen an. Von 1977 bis 1990 war er Vorsitzender der SPD-Fraktion im Stadtrat.
Mernizka war vom 29. Mai 1980 bis zum 1. Juni 2000 direkt gewähltes Mitglied des 9., 10., 11. und 12. Landtages von Nordrhein-Westfalen für den Wahlkreis 146 Siegen III, bzw. 146 Siegen-Wittgenstein III.
Von 1990 bis 2000 war Mernizka einer der stellvertretenden Vorsitzenden der SPD-Landtagsfraktion. Dem Ausschuss der Regionen in Brüssel gehörte Mernizka als Vertreter des Landtages NRW von 1995 bis 2000, ab 1998 als stellv. Mitglied an.